# Łodygowice Górne
Łodygowice Górne – przystanek kolejowy w Łodygowicach, w województwie śląskim, w Polsce.

## Ruch pasażerski
| Rok  | Wymiana pasażerska na dobę |
| ---- | -------------------------- |
| 2017 | 100-149                    |
| 2022 | 300-499                    |